# Sokolničeskaja (linka metra v Moskvě)
Sokolničeskaja (rusky Соко́льническая ли́ния) do roku 1990 Kirovsko-Frunzenskaja je linka moskevského metra. Označená červenou barvou, alternativně číslem 1, v provozu je od roku 1935.

## Historie
První úsek trasy mezi stanicemi Sokolniki a Park Kultury byl otevřen 15. května 1935, byl to úplně první úsek metra v Moskvě, který byl zprovozněn. Následovalo prodloužení do stanice Sportivnaja v roce 1957 a ze stejné stanice na tehdejší konečnou Universitet o další dva roky později. Další prodloužení do stanice Jugo-Zapadnaja bylo otevřeno na konci roku 1963. Poté se začalo s prodlužováním na druhé straně trasy, ze stanice Sokolniki do Preobraženskaja ploščaď v roce 1965. Následující rozšíření roku 1990 do stanice Ulica Podbělskogo, v roce 2014 přejmenovaná na Bulvar Rokossovskogo. V roce 2000 prošla stanice Vorobjovy gory rekonstrukcí. 8. prosince 2014 došlo k prodloužení do stanice Troparjovo, 18. ledna 2016 do další stanice Rumjancevo a 15. února 2016 do stanice Salarjevo. Po prodloužení do stanice Kommunarka 20. června 2019 byla linka dlouhá 44,1 km a měla celkem 26 stanic, než byla prodloužena do stanice Potapovo.

## Současnost
V roce 2024 proběhlo otevření nového úseku o délce 2,6 km ze stanice Kommunarka (od 3. 7. 2024 Novomoskovskaja) do stanice Potapovo, přičemž je uvažováno o dalším prodloužení v tomto směru. Ve vzdálené budoucnosti se předpokládá prodloužení i severovýchodním směrem ze stanice Čerkizovskaja do stanice Ščjolkovskaja a dále do městských částí Goljanovo a Vostočnyj se stanicemi Čerkizovskaja-2, Amurskaja, Ščjolkovskaja-2, Krasnojarskaja a Vostočnaja.

## Stanice
- Bulvar Rokossovskogo
- Čerkizovskaja
- Preobraženskaja ploščaď
- Sokolniki
- Krasnoselskaja
- Komsomolskaja (přestupní)
- Krasnyje vorota (původně Lermontovskaja)
- Čistyje prudy (přestupní, původně Kirovskaja, ještě dříve Mjasnickaja)
- Lubjanka (přestupní, původně Dzeržinskaja)
- Ochotnyj rjad (přestupní, původně Prospekt Marksa)
- Biblioteka imeni Lenina (přestupní)
- Kropotkinskaja (původně Dvorec Sovjetov)
- Park Kultury (přestupní, původně Park Kultury imeni Gorkogo)
- Frunzenskaja
- Sportivnaja
- Vorobjovy gory (původně Leninskie gory)
- Universitět
- Prospekt Vernadskogo
- Jugo-Zapadnaja
- Troparjovo
- Rumjancevo
- Salarjevo
- Filatov Lug
- Prokšino
- Olchovaja
- Novomoskovskaja (původně Kommunarka)
- Potapovo